# Liste des districts dans le borough royal de Greenwich
Ceci est une liste des districts du Borough royal de Greenwich.
Le borough est principalement situé dans la zone postal SE, avec quelques petites sections dans les zones postal BR et DA.

Greenwich dans le Grand Londres

## Districts
| District            | Ville postale    | Zone postal/District   | Coordonnées                 | OS grid ref  |
| ------------------- | ---------------- | ---------------------- | --------------------------- | ------------ |
| Abbey Wood          | LONDRES          | SE2                    | 51° 29′ 11″ N, 0° 06′ 39″ E | TQ465785     |
| Avery Hill          | LONDRES, SIDCUP  | SE9, DA15              | 51° 27′ 05″ N, 0° 04′ 34″ E | TQ4424174593 |
| Blackheath          | LONDRES          | SE3, SE12, SE13        | 51° 28′ 12″ N, 0° 00′ 32″ E | TQ395765     |
| Charlton            | LONDRES          | SE7                    | 51° 29′ 16″ N, 0° 02′ 20″ E | TQ415785     |
| Coldharbour         | LONDRES          | SE9                    | 51° 25′ 52″ N, 0° 03′ 08″ E | TQ427722     |
| Deptford            | LONDRES          | SE8                    | 51° 28′ 41″ N, 0° 01′ 35″ O | TQ365775     |
| Eltham              | LONDRES          | SE9, SE12 (part)       | 51° 27′ 04″ N, 0° 03′ 07″ E | TQ425745     |
| Horn Park           | LONDRES          | SE12                   | 51° 26′ 49″ N, 0° 01′ 34″ E | TQ408739     |
| Greenwich           | LONDRES          | SE10                   | 51° 29′ N, 0° 00′ E         | TQ395775     |
| Greenwich Peninsula | LONDRES          | SE10                   | 51° 29′ 53″ N, 0° 00′ 23″ E | TQ392796     |
| Kidbrooke           | LONDRES          | SE3, SE9 (part)        | 51° 27′ 54″ N, 0° 01′ 59″ E | TQ413760     |
| Lee                 | LONDRES          | SE12                   | 51° 27′ 08″ N, 0° 00′ 31″ E | TQ395745     |
| Mottingham          | LONDRES          | SE9                    | 51° 26′ 01″ N, 0° 02′ 11″ E | TQ415725     |
| New Charlton        | LONDRES          | SE7                    | 51° 29′ 31″ N, 0° 02′ 16″ E | TQ4144479021 |
| New Eltham          | LONDRES          | SE9                    | 51° 26′ 16″ N, 0° 04′ 13″ E | TQ440730     |
| Plumstead           | LONDRES          | SE2, SE18              | 51° 29′ 13″ N, 0° 04′ 47″ E | TQ445785     |
| Perivale            | GREENFORD        | UB6                    | 51° 32′ 18″ N, 0° 19′ 09″ O | TQ165835     |
| Shooter's Hill      | LONDRES, WELLING | SE18, SE3 (part), DA16 | 51° 28′ 09″ N, 0° 04′ 01″ E | TQ435765     |
| Thamesmead          | LONDRES, ERITH   | SE2, SE28, DA18        | 51° 30′ 14″ N, 0° 07′ 34″ E | TQ475805     |
| Well Hall           | LONDRES          | SE9                    | 51° 27′ 25″ N, 0° 02′ 57″ E | TQ425749     |
| Westcombe Park      | LONDRES          | SE3                    | 51° 29′ 02″ N, 0° 01′ 06″ E | TQ153802     |
| Woolwich            | LONDRES          | SE18                   | 51° 29′ 17″ N, 0° 03′ 47″ E | TQ4321578632 |

## Référence
- (en) Cet article est partiellement ou en totalité issu de l’article de Wikipédia en anglais intitulé « List of districts in the Royal Borough of Greenwich » (voir la liste des auteurs).